# نوح وايلي
نوا ويلي (بالإنجليزية: Noah Wyle)‏ (من مواليد 4 يونيو 1971م )، وهو مخرج سينمائي أمريكي، ومن أشهر إخراجه، فيلم إيناث عام 2002.

## وصلة خارجية
- نوح وايلي على موقع IMDb (الإنجليزية)
- نوح وايلي على موقع روتن توميتوز (الإنجليزية)
- نوح وايلي على موقع ألو سيني (الفرنسية)
- نوح وايلي على موقع أول موفي (الإنجليزية)
- نوح وايلي على موقع قاعدة بيانات الأفلام السويدية (السويدية)
- نوح وايلي على موقع إن إن دي بي (الإنجليزية)
- نوح وايلي على موقع قاعدة بيانات الفيلم (الإنجليزية)
- نوح وايلي على موقع كينوبويسك (الروسية)